# Wüstenrot
Wüstenrot è un comune tedesco di 6 831 abitanti, situato nel land del Baden-Württemberg.